# Paulette Neyraud
Paulette Marie Neyraud (Lione, 19 novembre 1928 – Montpellier, 24 gennaio 2004) è stata una cestista francese.

## Carriera
Con la Francia ha disputato i Campionati del mondo del 1953 e due edizioni dei Campionati europei (1950, 1952).